# La Cuchilla, Veracruz
La Cuchilla är en ort i Mexiko.   Den ligger i kommunen La Perla och delstaten Veracruz, i den sydöstra delen av landet, 210 km öster om huvudstaden Mexico City. La Cuchilla ligger 2 239 meter över havet och antalet invånare är 188.
Terrängen runt La Cuchilla är bergig västerut, men österut är den kuperad. Runt La Cuchilla är det ganska tätbefolkat, med 199 invånare per kvadratkilometer. Närmaste större samhälle är Orizaba, 16,2 km söder om La Cuchilla. I omgivningarna runt La Cuchilla växer huvudsakligen savannskog.